# Marien-Magdalenen-Kloster (Hamburg)

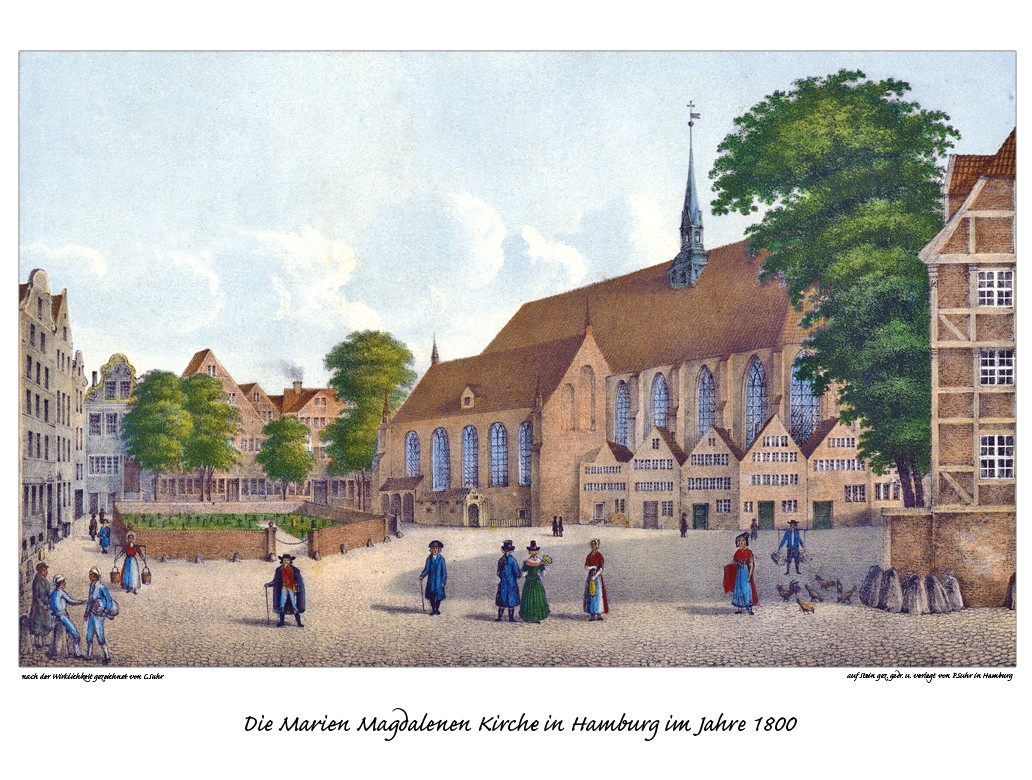
Die Marien-Magdalenen-Kirche um 1800

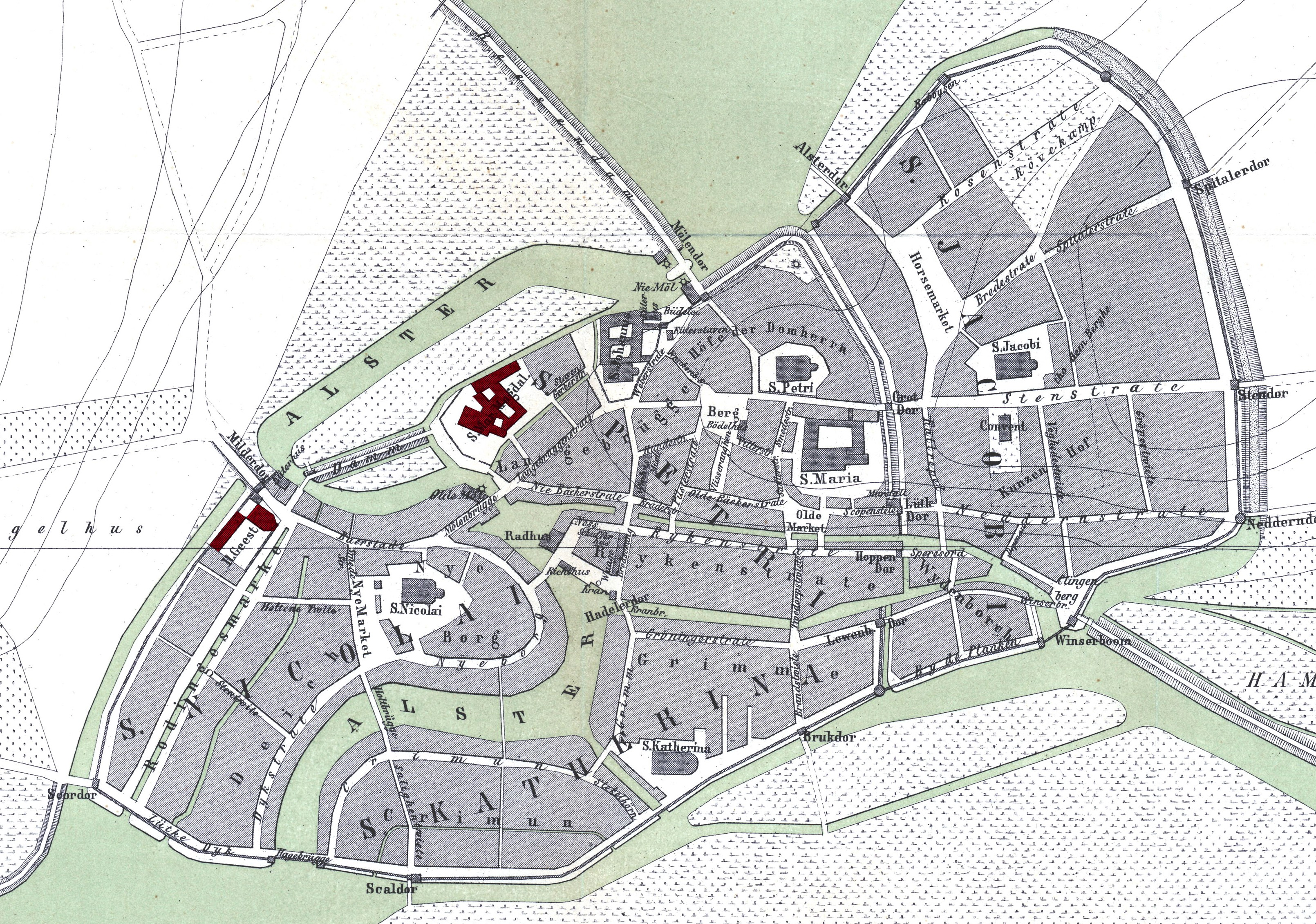
Das Kloster am Rand des Stadtkerns (1320) auf dem von Gaedechens 1880 rekonstruierten Stadtplan.

Das Marien-Magdalenen-Kloster in Hamburg war ein Franziskanerkloster, das vom 13. Jahrhundert bis zur Reformation 1529 bestand. Nach seiner Aufhebung wurden die Gebäude in ein Wohnstift für bedürftige Jungfrauen und Witwen umgewandelt, das weiterhin den Namen Marien-Magdalenen-Kloster trug. Nach mehreren Umzügen und der vollständigen Zerstörung im Zweiten Weltkrieg ging es in die Stiftung Hospital zum Heiligen Geist ein, die heute ihren Sitz im Stadtteil Poppenbüttel hat und dort Hamburgs größtes Alten- und Pflegeheim betreibt.

## Franziskanerkloster

### Gründung
Das Kloster des 1210 gegründeten Franziskanerordens in Hamburg wurde von Graf Adolf IV. von Holstein gestiftet. Einer im 15. Jahrhundert in dominikanischen Quellen überlieferten Legende nach hatte er in der Schlacht bei Bornhöved im Jahr 1227 gegen den dänischen König Waldemar II. ein entsprechendes Gelübde abgelegt, nachdem er die heilige Maria Magdalena um Hilfe angefleht hatte und die Schlacht für ihn siegreich ausgegangen war, weil die heilige Maria Magdalena mit ihrer Schürze die Sonne verdeckt und dadurch dem Heer des Grafen Adolf Kampfesmut gegeben hatte. Das Ereignis dient in den Legenden auch als Auslöser für die Gründung verschiedener Dominikanerklöster durch Adolf IV.
Das genaue Gründungsdatum des Klosters, das das Patrozinium der heiligen Maria Magdalena und anfangs zusätzlich auch das vom Heiligen Kreuz trug, ist nicht bekannt. Spätestens als Adolf IV. selber 1239 in dieses Kloster eintrat, wie er es 1227 gelobt haben soll, wird es bestanden haben. Es ist aber anzunehmen, dass das Franziskanerkloster bereits existierte, als Adolf IV. 1236 den Dominikanern die Erlaubnis zur Klostergründung in Hamburg gab, frühestens also nach 1227. Adolf IV. trennte sich für seinen Schritt ins Kloster von seiner Frau Heilwig, die ihrerseits Gründerin und erste Äbtissin des Klosters Herwardeshude wurde, und erhielt 1245 vom Lübecker Bischof Johannes die Priesterweihe. Zuvor hatte der Graf in Rom von Papst Innozenz die Dispens vom Weihehindernis der Irregularität erhalten, die er sich wegen seiner mehrfachen Kriegführung zugezogen hatte; der Papst erteilte ihm auch die Weihe zum Subdiakon. Er siedelte dann aber in das von ihm gegründete Kieler Kloster des Ordens um, wo er bis zu seinem Tod 1261 lebte. Auch sein jüngster Sohn Ludwig (Luder) wurde Franziskaner.

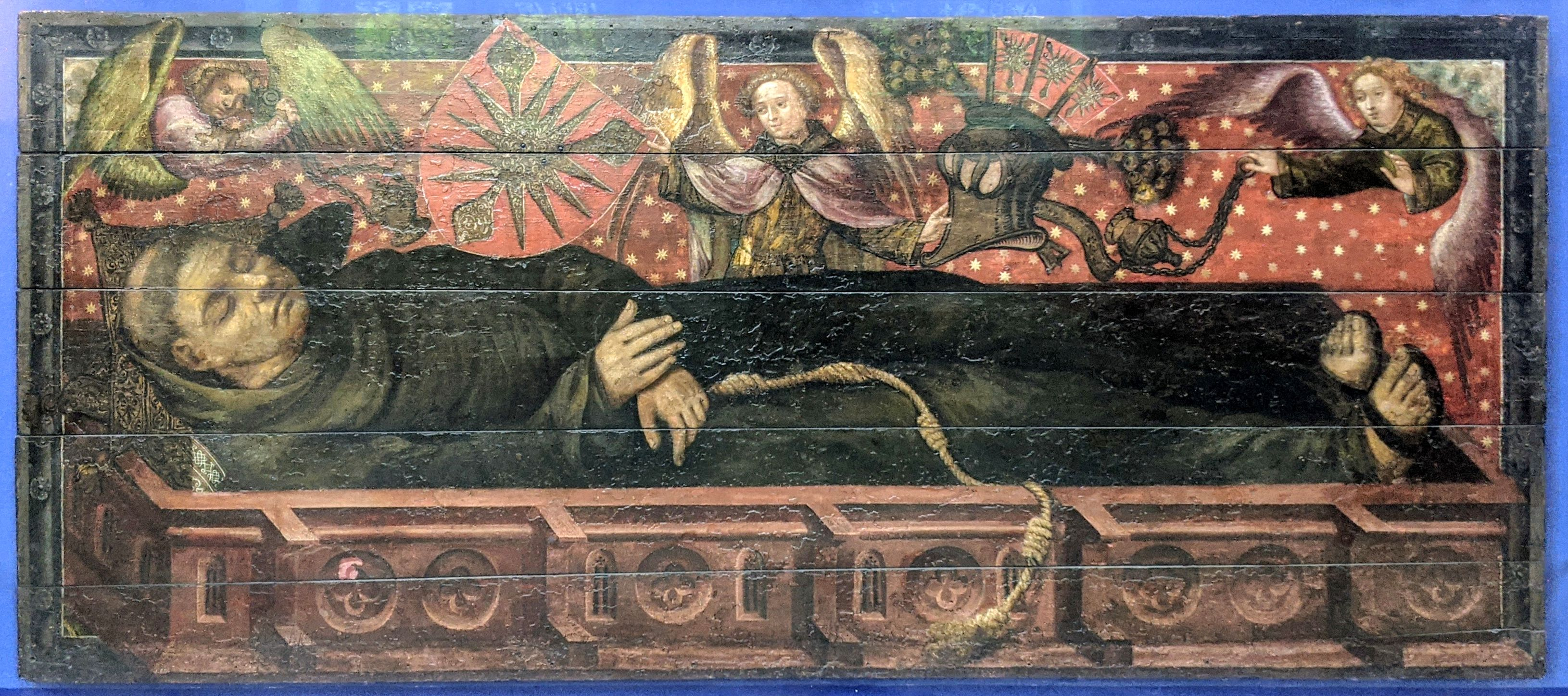
Adolf IV. von Schauenburg als Franziskanerbruder im Sarg, ehemals im Marien-Magdalenen-Kloster, heute im Museum für Hamburgische Geschichte

Das Kloster lag am nördlichen Rand der damaligen Stadt auf einem Geestsporn direkt an der Unteralster. Mit dem Bau der Klosterkirche wurde nach archäologischen Befunden 1231 oder kurz danach auf neu erschlossenem Gebiet begonnen. Die Anlage des Reesendamms und die damit erfolgte zweite Aufstauung der Alster 1235 ermöglichte eine Vergrößerung der Klosteranlage. Mehrere Um- und Anbauten im folgenden Jahrhundert konnten durch Ausgrabungen dokumentiert werden. Urkundlich erwähnt wurde das Kloster erstmals 1246, als Adolfs Söhne Johann I. von Holstein-Kiel und Gerhard I. von Holstein-Itzehoe Hamburg erlaubten, das Gebiet zwischen dem Klostergelände und dem Millerntor für den Bau der Stadtbefestigung zu nutzen. Im Hamburger Kloster tagte wiederholt das Provinzkapitel der Sächsischen Franziskanerprovinz (Saxonia), zu der der Konvent gehörte, so 1281, 1386, 1406, 1463 und 1522. Dass so wichtige Versammlungen stattfinden konnten, lässt darauf schließen, dass bereits 1281 größere Räumlichkeiten vorhanden waren. Ab 1365 konnte der neue Chor der Klosterkirche für die Versammlungen genutzt werden. Innerhalb der Ordensprovinz Saxonia gehörte das Hamburger Kloster mit Stade, Lüneburg und Kiel zur Kustodie Bremen.

### Klosterzeit bis zur Reformation

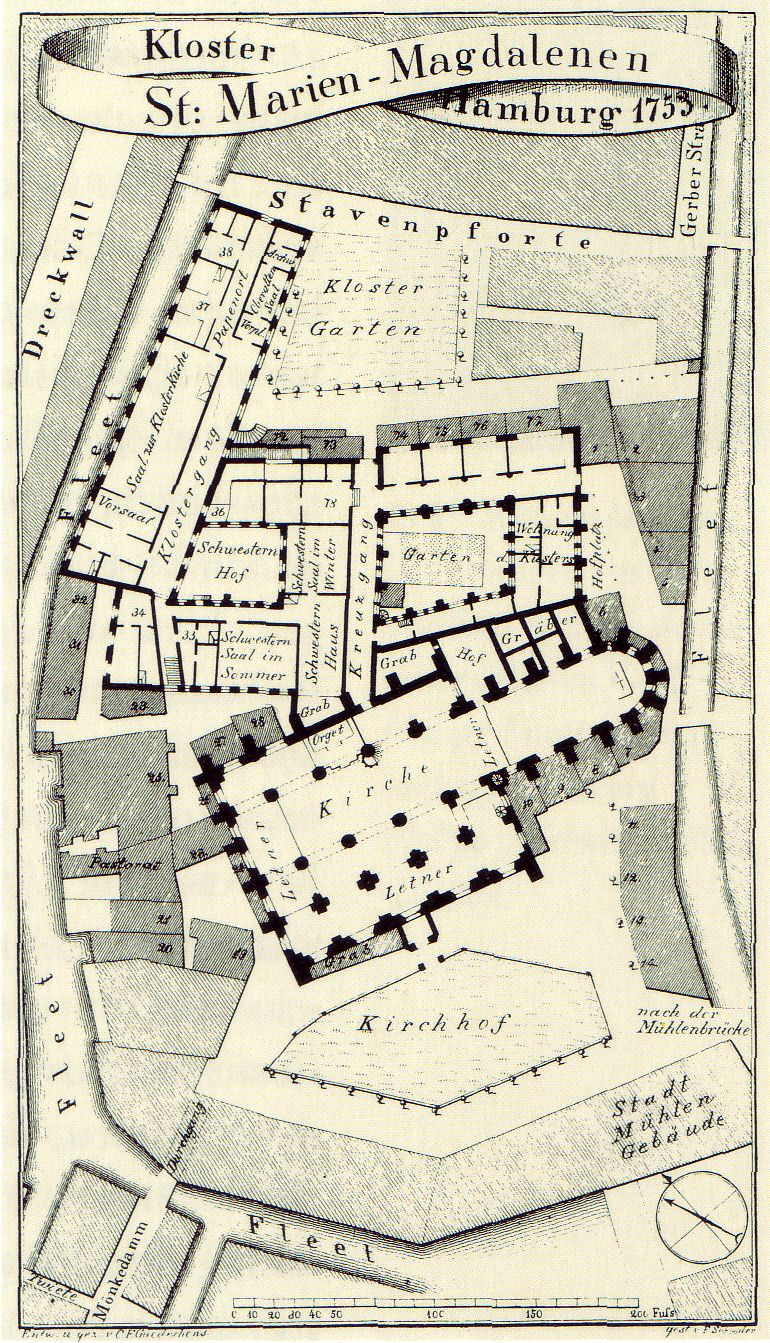
Lageplan der Klostergebäude im Jahr 1753

Das Franziskanerkloster pflegte eine enge Beziehung zur Stadt und zur Bevölkerung. Während sich die Dominikaner eher auf die ökonomische Führungsschicht der Stadt ausrichtete, standen die Franziskaner den Handwerkern und Zünften näher, sie kümmerten sich um Notleidende, begleiteten Fischer auf See und betreuten Verurteilte bis zur Hinrichtung. In der Kirche wurde täglich nach der Vesper gepredigt, und die Brüder pflegten Kranke und unterhielten eine Küche für Armenspeisungen, sie betreuten die Menschen seelsorgerlich, führten Bestattungen in der Klosterkirche und auf dem zum Klostergelände gehörenden Kirchhof durch und hielten stiftungsgemäß Seelmessen an den Tagen zwischen Tod und Begräbnis und am Jahrestag der Verstorbenen; auch gab es Gebetsstiftungen, wo der Verstorbenen vor oder nach einer Predigt durch bestimmte Gebete (Vaterunser, Ave Maria, Credo) gedacht wurde. Das Necrologium des Klosters verzeichnet für die Zeit vom späten 13. bis zum frühen 16. Jahrhundert rund 1.250 Namen von Verstorbenen, derer von den Franziskanern gottesdienstlich gedacht wurde, darunter zahlreiche Bürgermeister, Ratsherren und angesehene Bürger. Die Schifferzunft und insgesamt siebzehn Bruderschaften pflegten regen Kontakt zu den Franziskanern und hatten Altäre in der Klosterkirche, die sie zum Teil gestiftet hatten. Die angesehene Schonenfahrer-Gesellschaft feierte regelmäßige Gottesdienste in der Kirche.
Um die Begräbnisrechte in der Stadt gab es 1289 einen Streit zwischen den Franziskanern und dem Domkapitel, der durch Vermittlung des Provinzials der Sächsischen Franziskanerprovinz, Burkhard von Halle, geschlichtet wurde. Für den Weltklerus bedeutete der seelsorgliche Erfolg der Franziskanerbrüder, die bei der Bevölkerung sehr beliebt waren, auch eine finanzielle Einbuße bei den Spenden und Abgaben für die Sakramentenspendung (oblationes et sacrificia), die in Form von Geldspenden, testamentarischer Verfügung oder durch Stiftung von liturgischen Geräten, Lebensmitteln oder Kleidung geleistet wurden. Im 14. Jahrhundert übertraf das Franziskanerkloster bei ihm zugedachten Testamenten den Dom, alle Hamburger Pfarrkirchen und das Dominikanerkloster.
Im 15. Jahrhundert hatte das Kloster – wie sonst nur die vier Hamburger Hauptkirchen – das Recht, Asyl zu gewähren.
1481 führte der Provinzialminister der Sächsischen Franziskanerprovinz, Eberhard Hillemann, im Hamburger Konvent die Martinianischen Konstitutionen des Ordens ein, die eine Rückbesinnung auf das franziskanische Armutsideal bedeuteten. Entsprechend diesen Regeln hatte das Hamburger Franziskanerkloster keinen Grundbesitz, und die Kirche besaß keinen Turm. Die Einkünfte und Besitztümer des Klosters waren formal Eigentum des Apostolischen Stuhls und wurden von Prokuratoren, meist Ratsmitglieder, verwaltet. Die Brüder erhielten von den Prokuratoren aus den Erlösen des Besitzes Geld als Almosen für ihren Lebensunterhalt und zum Erhalt ihrer Baulichkeiten. 1510 wurde die Kirche um ein weiteres Seitenschiff erweitert. 1522 fand noch einmal das Provinzkapitel im Hamburger Franziskanerkloster statt.
Zu Ostern 1523 predigte in der Klosterkirche der Rostocker Franziskaner Stephan Kempe, der der Reformation Martin Luthers nahestand. Er stieß in der Bevölkerung auf Zustimmung und wurde von seinen Hamburger Mitbrüdern geduldet. Ab 1526 feierte er das Abendmahl im lutherischen Sinne in beiderlei Gestalt. 1529 wurde die Aufhebung des Klosters beschlossen. 1531 übergaben die Brüder freiwillig ihr Kloster an die Stadt. Das Gebäude ging in die Verwaltung der Oberalten über und bot fortan bedürftigen Jungfrauen und Witwen Zuflucht. Die im Kloster verbliebenen ehemaligen Franziskaner erhielten eine lebenslange Rente.

### Gebäude und Ausstattung

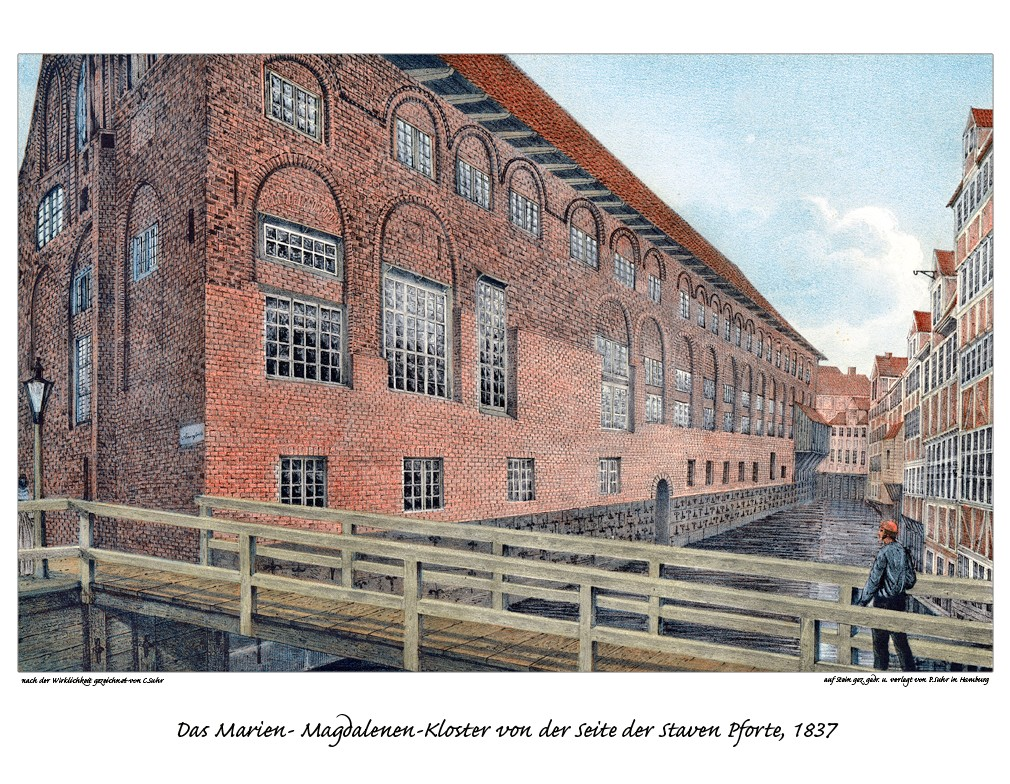
Das alte Kloster am Alten Wall (1837)

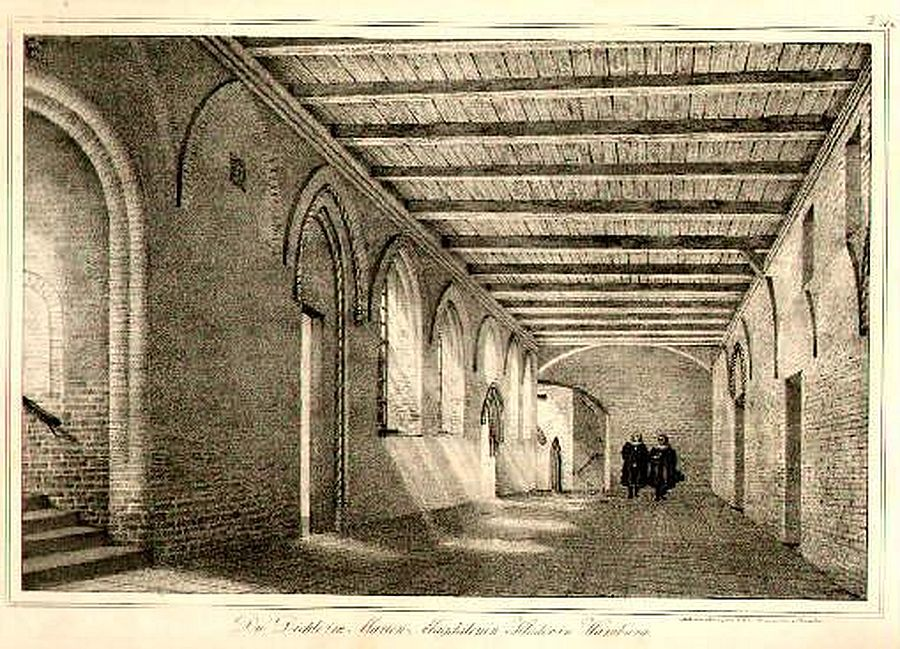
Diehle im Maria-Magdalenen-Kloster kurz vor dem Abbruch (1837)

Die Klostergebäude sind nicht erhalten. Diverse Abbildungen ab dem 18. Jahrhundert, beispielsweise Lithographien der Gebrüder Suhr, dokumentieren das Aussehen der Gebäude, meist kurz vor oder während des Abbruchs. Zeitgenössische Darstellungen aus der Klosterzeit liegen allerdings nicht vor. Da das wenig später entstandene Franziskanerkloster in Kiel aus Backstein bestand, vermuten Historiker, dass auch das Hamburger Kloster von Anfang an ein steinernes Gebäude war. 1314 verpflichtete der Stadtrat die Franziskaner als Absicherung gegen Angreifer zum Bau einer 11,40 m hohen Mauer zur Alster hin an Stelle hölzerner Abgrenzungen. Entlang dieser Mauer errichteten die Brüder ihr Dormitorium, eine Küche für die Armenspeisung, eine Krankenstation (domus infirmorum) und ein Gästehaus. Diese Gebäude wurden im Rahmen einer Erneuerung der gesamten Klosteranlage um die Wende zum 16. Jahrhundert neu errichtet und nahmen jetzt Refektorium, Küche und Krankenstation auf. Wegen der Größe des Refektoriums hält Frank Hatje es für denkbar, dass der Raum wegen der in Hamburg tagenden Ordenskapitel und zur Vermietung für Hochzeitsfeiern der Ritterschaft entsprechend dimensioniert wurde. Zwischen diesem Gebäude und der Kirche stand das „hohe Kloster“, der Konvent, in dem die Ordensbrüder wohnten. Der Innenhof dieses Gebäudes wurde im 18. Jahrhundert entsprechend der Nachnutzung des Klosters nach der Reformation als „Schwesternhof“ bezeichnet. Die Klausurgebäude umschlossen zwei Kreuzgänge. Außerdem befanden sich auf dem Gelände ein Friedhof und ein Garten.
Die Klosterkirche mit dem Patrozinium der heiligen Maria Magdalena war aufgrund der Lage nicht geostet und entsprechend den Ordensgrundsätzen schlicht, überragte aber wegen ihrer Höhe den Dom, die Petri- und die Jacobikirche. Sie bestand aus einem dreischiffigen Langhaus mit vier Jochen für die öffentlichen Gottesdienste. Im Gegensatz zu einer Basilika hatte die dreischiffige Stufenhalle keine Obergaden mit Fenstern. In einem zwischen 1351 und 1365 angefügten, ebenfalls vierjochigen und fast ebenso langen einschiffigen Chor mit Fünfachtelschluss hielten die Brüder ihr Stundengebet; zu dem Bau trug der Rat durch eine Stiftung von 90 Mark, 30.000 Ziegelsteinen und dem mittleren Fenster hinter dem Hochaltar bei. Auf der Nahtstelle zwischen Langschiff und Chor wurde 1465 ein Dachreiter errichtet, weil Bettelordenskirchen entsprechend den Ordensregeln keine Türme haben durften. Im Inneren waren Kloster- und Laienkirche vermutlich durch einen Lettner getrennt. Kapellen gab es nicht, sondern die von den Bruderschaften gestifteten Nebenaltäre befanden sich in den Seitenschiffen. 1510 wurde die Kirche um ein weiteres südliches Seitenschiff mit eigenem Dach erweitert, in dem zusätzliche Nebenaltäre und Grabstellen untergebracht werden konnten. Insgesamt gab es sechs Nebenaltäre zu Ehren der heiligen Maria Magdalena, des heiligen Franziskus, der heiligen Anna, der heiligen Martha, der fünf Wunden Christi und des heiligen Kreuzes.
Über die Kirchenausstattung ist wenig bekannt. Überliefert ist, dass die Kirche „einen wahren Schatz schöner Gemälde, werthvoller Sculpturen, interessanter Alterthümer aller Art in sich geborgen habe“.  Dieser ging spätestens bei Abriss der Kirche verloren. Der Hauptaltar im Chor soll nach Schilderungen aus dem 18. Jahrhundert ein holzgeschnitzter Doppel-Flügelaltar mit drei Wandlungen gewesen sein. Die Sonntagsseite zeigte Flachreliefs mit Szenen aus dem Andachtsbuch des Bartholomäus von Pisa, in dem er das Leben des heiligen Franziskus von Assisi mit dem Jesu Christi parallelisierte. Auf der Festtagsseite war im Mittelschrein das Jüngste Gericht abgebildet. Ein Altar zu Ehren der Patronin Maria Magdalena stand im Laienbereich vor dem Lettner.
Von den Gemälden, die das Kirchenschiff schmückten, blieb nur das Doppelbildnis des Gründers Adolf IV., ein Tafelbild in Überlebensgröße als Ritter und als Franziskanerbruder, im Sarg liegend und von drei Engeln umschwebt, erhalten. Die Gemälde wurden 1450 in der Werkstatt des Hans Bornemann oder von Lüdecke Clenod Bohnsack geschaffen. Die Tafel, die den Ritter zeigte, wurde beim Luftangriff 1943 zerstört. Zudem gab es wohl auch einen Totentanz wie in der Lübecker Marienkirche, ein 11 bis 13 Meter breites Gemälde, das an der Westwand der Kirche, dem Hauptaltar mit der Darstellung des Endgerichts gegenüberliegend, hing.

## Wohnstift für bedürftige Frauen

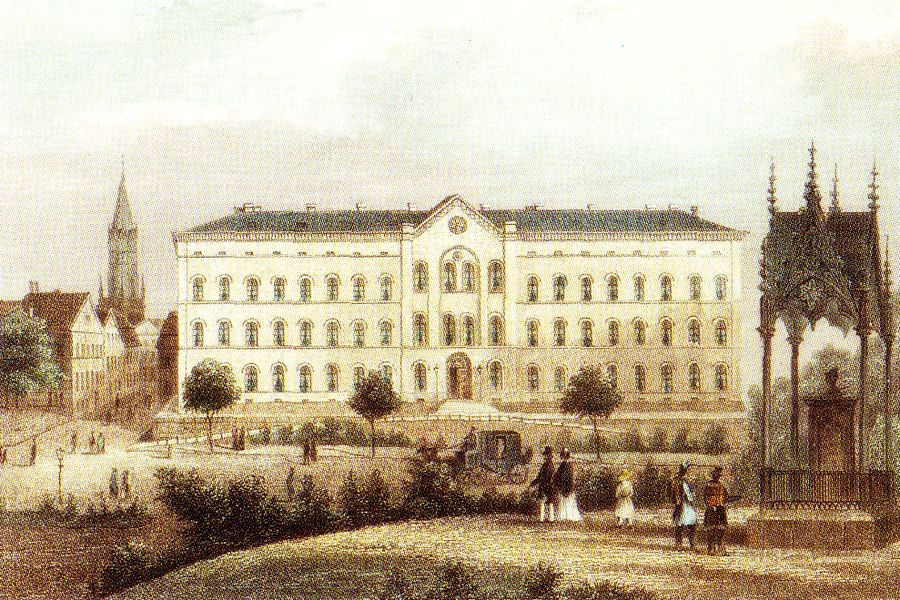
1. Klosterneubau am Glockengießerwall von Carl Ludwig Wimmel

2. Klosterneubau in der Richardstraße 77 in Eilbek, erbaut von Hugo Groothoff, 1943 durch Bomben zerstört

Nach der Reformation zogen in das ehemalige Kloster bedürftige Frauen aus dem 1427 gestifteten St. Ilsaben-Haus am Burstah ein. Wie auch beim benachbarten ehemaligen Dominikaner-Kloster St. Johannis blieb der Name des Klosters auch nach der Umwandlung weiterhin in Gebrauch. Bis ins 19. Jahrhundert hinein befand sich das Marien-Magdalenen-Kloster auf dem Gelände der heutigen Börse am Adolphsplatz, benannt nach dem Gründer des Klosters. Allerdings waren die Klostergebäude mittlerweile so baufällig geworden, dass 1806 zunächst der Kirchturm und ein Jahr später die ganze Klosterkirche abgebrochen wurden. Die verbliebenen Konventgebäude wurden 1839 zugunsten des Neubaus der Börse abgerissen.
Ebenfalls 1839 wurde das Wohnstift an den Glockengießerwall beim heutigen Hauptbahnhof verlegt und in einem klassizistischen Neubau von Hamburgs erstem Baudirektor Carl Ludwig Wimmel untergebracht. Eine Inschrift am heutigen Haus Glockengießerwall 1, genannt Klosterburg, erinnert an diesen zwischenzeitlichen Standort. 1901 zog das Kloster in einen von Hugo Groothoff entworfenen Gebäudekomplex in Eilbek, in unmittelbarer Nachbarschaft zum Neubau des Heilig-Geist-Hospitals.(Lage) Wie dieses wurde auch das Kloster 1943 im Hamburger Feuersturm vernichtet. Ab 1950 wurden die ersten Neubauten für das Heilig-Geist-Hospital und das Marien-Magdalenen-Kloster in Poppenbüttel (Lage) errichtet; seit den 1970er-Jahren wurden die Gebäude neu- und ausgebaut. Träger ist die Stiftung Hospital zum Heiligen Geist, die über 1000 Betreuungsplätze in der Heim- und Kurzzeitpflege, betreutes Wohnen sowie Angebote für Demenzkranke unterhält.

## Franziskaner im 20. Jahrhundert
Die Franziskaner kamen 1958 nach Hamburg zurück und gründeten in einem ehemaligen Altenheim der Nähe der Universität, das sie von der jüdischen Gemeinde erwarben, einen Konvent und das Franziskus-Kolleg, ein internationales katholisches Studentenwohnheim. Ab 1970 waren sie außerdem einige Jahre in der Pfarrseelsorge der Gemeinde St. Marien in Altona tätig. Zum Kloster gehören heute (2021) fünf Brüder, die sich besonders im seelsorglichen und sozialen Bereich engagieren.